# Сегедський університет
Університет Сегеду (угор. Szegedi Tudományegyetem, SZTE) — університет в Угорщині.

## Історія
Історія університету починається з 1872 року, коли Франц Йосиф I заснував в Клуж-Напоці (на той час — Коложварі) університет. Після того, як по результатами Першої світової війни місто виявилося за межами Угорщини, у 1921 році було переведено університет в Сегед. В цей час в університеті працювало чотири факультети (юридичний, медичний, факультет математики і природничих наук та факультет мистецтв, мов і історії).
Серед професорів університету в міжвійськовий час були нобелівський лауреат з фізіології і медицини 1937 року Альберт Сент-Дьйорді. Після Віденського арбітражу 1940 року університет був переведений знову в Клуж-Напоку, але одночасно в Сегеді було створено новий Королівський університет імені Міклоша Хорти. З 1945 року університет називається університетом Сегеду. У 1951 році на базі медичного факультету було створено окремий інститут. У 1962 році університету було присвоєно ім'я поета Аттіли Йожефа. У 2000 році відбулося об'єднання власне університету, медичного університету та декількох інших навчальних закладів в єдиний університет Сегеду.

## Факультети
- Сільськогосподарський
- Вільних мистецтв
- Зуболікувальний
- Економіки і бізнес-адміністрування
- Інженерний
- Наук про здоров'я і соціальних наук
- Юридичний
- Медичний
- Музики
- Фармацевтичний
- Природничих наук і інформатики
- Педагогічний